# Sam Sary
Sam Sary (tiếng Khmer: សម សារី; ngày 6 tháng 3 năm 1917 – cuối năm 1962) là chính trị gia Campuchia từng tham gia vào biến cố gọi là Âm mưu Bangkok chống lại Hoàng thân Norodom Sihanouk. Ông là con trai của Sam Nhean, một chính trị gia nổi tiếng trong thập niên 1940, và là cha của Sam Rainsy, lãnh đạo đảng đối lập chính của Campuchia. Sam Sary vốn là thân tín của Hoàng thân Norodom Sihanouk lúc bấy giờ nhưng đã có mối quan hệ bất hòa với Hoàng thân khi ông bị phanh phui tham nhũng, bán giấy phép nhập khẩu và lần thứ hai trong nhiệm kỳ làm Đại sứ Campuchia tại Luân Đôn vào năm 1958, vì đã đánh đập cô hầu gái đang mang thai của mình. Giới chức trách tình nghi vị đại sứ này đã ra tay đánh đập người hầu gái đến mức cô phải bỏ trốn dưới sự bảo vệ của cảnh sát Luân Đôn. Vụ bê bối đã gây xôn xao trên các tờ báo lá cải ở Luân Đôn đến mức chính phủ đành phải triệu hồi ông về nước và tước bỏ mọi nghĩa vụ. Ông bỗng dưng mất tích một cách bí ẩn vào năm 1962.

## Sự nghiệp chính trị
Sam Sary là Phó Thủ tướng trong chính phủ của Hoàng thân Norodom Sihanouk vào thập niên 1950. Ông là Bộ trưởng Bộ Tài chính từ năm 1955 đến năm 1956. Sam Sary đã đóng một vai trò quan trọng trong việc giành độc lập hoàn toàn cho Campuchia, giúp đỡ đất nước Campuchia mới độc lập tránh bị chia cắt tại hội nghị Geneva (1954), và hỗ trợ Quốc vương Norodom Sihanouk lập nên chính đảng Sangkum Reastr Niyum từ năm 1955 trở đi.

### Vụ Sam Sary
Tháng 1 năm 1958, Sam Sary được Norodom Sihanouk bổ nhiệm làm đại sứ Campuchia tại Luân Đôn, nhờ vậy đã giúp ông thoát khỏi một vụ bê bối liên quan đến việc buôn lậu số lượng lớn hạt tiêu cao cấp của Campuchia. Theo tạp chí Time, ông dẫn theo một đoàn tùy tùng gồm 4 phụ nữ là vợ chính thức của ông, cùng 5 người con của họ, trong đó có Sam Rainsy và 3 cô nhân tình. Sáu tháng sau, Sam Sary dính vào một vụ bê bối khác khi một trong những người hầu gái của Sam Sary tên là Iv Eng Seng đang mang thai đứa con của ông—đến gặp cảnh sát Luân Đôn tố cáo ông ra tay đánh đập cô thậm tệ vì "những lỗi nhỏ nhặt". Theo nguồn tin khác cho biết tên cô này là Soeung Son Maly và cô từng hẹn hò với cả Saloth Sar (Pol Pot), rồi về sau đã bỏ anh ta để bám theo Sam Sary giàu có hơn nhiều. Ông bị gọi về Phnôm Pênh nhưng không phải trước khi báo chí Anh đăng câu chuyện này lên.
Sau khi về nước, Sam Sary ngày càng chống đối Sihanouk. Bất chấp nguy cơ khiến cho Sihanouk không hài lòng, Sam Sary đã cho ra mắt một tờ báo chỉ trích công khai các chính sách của vị Hoàng thân này. Ông cố gắng thành lập chính đảng của riêng mình nhưng không thành công. Các hoạt động chống đối Sihanouk của ông được mệnh danh là Vụ Sam Sary.
Một số nhà bình luận cho rằng Sam Sary từng bắt tay với các cơ quan tình báo Mỹ mà ông có thể đã liên lạc vào năm 1956 khi đến thăm Hoa Kỳ. Ngày 13 tháng 1 năm 1959, trong một bài phát biểu tại Kampong Cham, Sihanouk nói với thính giả rằng ông biết rõ âm mưu của tình báo Mỹ nhằm lật đổ ông. Trong khi bài phát biểu này không có ý ám chỉ đến Sam Sary, một tuần sau buổi phát biểu của Hoàng thân, ông đã bỏ trốn sang Thái Lan. Sau một thời gian sống lưu vong lén lút, ông bỗng dưng biến mất vào năm 1962. Con trai ông là Sam Rainsy khẳng định rằng cha mình đã bị giết ở Pakse, Lào theo lệnh của Sơn Ngọc Thành vào cuối năm 1962 hoặc đầu năm 1963.